# Groep van Zeven
De Groep van Zeven of G7 (Engels: Group of Seven) is een intergouvernementeel forum van zeven vooraanstaande industriële staten. Het gaat om Canada, Duitsland, Frankrijk, Italië, Japan, het Verenigd Koninkrijk en de Verenigde Staten. De Europese Unie neemt ook deel aan de G7, maar is geen soevereine staat en telt daarom niet mee als lid.

## Deelnemers
De G6 begon in 1975 als een informele bijeenkomst van de leiders van de belangrijkste industriestaten. De groep omvatte Frankrijk, Italië, Japan, het Verenigd Koninkrijk, de Verenigde Staten en West-Duitsland. De G7 ontstond toen Canada een jaar later lid werd. In 1977 werd de Europese Economische Gemeenschap (de voorloper van de Europese Unie) ook uitgenodigd. Sinds 1981 is dit de voorzitter van de EU. De naam werd evenwel niet gewijzigd.
In 1997 werd ook Rusland toegevoegd aan het lijstje, waarmee de Groep van Acht werd opgericht. De G8 verving de G7 echter niet. Vooral ten tijde van de kredietcrisis kwam de G7 nog regelmatig samen op ministerieel niveau. In 2014 werd naar aanleiding van de annexatie van de Krim door Rusland door de andere landen besloten om niet meer samen te werken met Rusland, waarmee de G8 de facto werd opgeheven.

## Bijeenkomsten
| Datum               | Gastland            | Gastheer/gastvrouw       | Locatie van de conferentie |
| ------------------- | ------------------- | ------------------------ | -------------------------- |
| 15-17 november 1975 | Frankrijk           | Valéry Giscard d'Estaing | Rambouillet                |
| 27-28 juni 1976     | Verenigde Staten    | Gerald Ford              | Dorado                     |
| 7-8 mei 1977        | Verenigd Koninkrijk | James Callaghan          | Londen                     |
| 16-17 juli 1978     | West-Duitsland      | Helmut Schmidt           | Bonn                       |
| 28-29 juni 1979     | Japan               | Masayoshi Ōhira          | Tokio                      |
| 22-23 juni 1980     | Italië              | Francesco Cossiga        | Venetië                    |
| 20-21 juli 1981     | Canada              | Pierre Trudeau           | Montebello                 |
| 4-6 juni 1982       | Frankrijk           | François Mitterrand      | Versailles                 |
| 28-30 mei 1983      | Verenigde Staten    | Ronald Reagan            | Williamsburg               |
| 7-9 juni 1984       | Verenigd Koninkrijk | Margaret Thatcher        | Londen                     |
| 2-4 mei 1985        | West-Duitsland      | Helmut Kohl              | Bonn                       |
| 4-6 mei 1986        | Japan               | Yasuhiro Nakasone        | Tokio                      |
| 8-10 juni 1987      | Italië              | Amintore Fanfani         | Venetië                    |
| 19-21 juni 1988     | Canada              | Brian Mulroney           | Toronto                    |
| 14-16 juli 1989     | Frankrijk           | François Mitterrand      | Parijs                     |
| 9-11 juli 1990      | Verenigde Staten    | George H.W. Bush         | Houston                    |
| 15-17 juli 1991     | Verenigd Koninkrijk | John Major               | Londen                     |
| 6-8 juli 1992       | Duitsland           | Helmut Kohl              | München                    |
| 7-9 juli 1993       | Japan               | Kiichi Miyazawa          | Tokio                      |
| 8-10 juli 1994      | Italië              | Silvio Berlusconi        | Napels                     |
| 15-17 juni 1995     | Canada              | Jean Chrétien            | Halifax                    |
| 27-29 juni 1996     | Frankrijk           | Jacques Chirac           | Lyon                       |
| 20-22 juni 1997     | Verenigde Staten    | Bill Clinton             | Denver                     |
| 15-17 mei 1998      | Verenigd Koninkrijk | Tony Blair               | Birmingham                 |
| 18-20 juni 1999     | Duitsland           | Gerhard Schröder         | Keulen                     |
| 21-23 juli 2000     | Japan               | Yoshiro Mori             | Nago                       |
| 21-22 juli 2001     | Italië              | Silvio Berlusconi        | Genua                      |
| 26-27 juni 2002     | Canada              | Jean Chrétien            | Kananaskis                 |
| 1-3 juni 2003       | Frankrijk           | Jacques Chirac           | Évian-les-Bains            |
| 8-10 juni 2004      | Verenigde Staten    | George W. Bush           | Sea Island                 |
| 6-8 juli 2005       | Verenigd Koninkrijk | Tony Blair               | Gleneagles                 |
| 15-17 juni 2006     | Rusland             | Vladimir Poetin          | Sint-Petersburg            |
| 6-8 juni 2007       | Duitsland           | Angela Merkel            | Heiligendamm               |
| 7-9 juli 2008       | Japan               | Shinzō Abe               | Tōyako                     |
| 8-10 juli 2009      | Italië              | Silvio Berlusconi        | L'Aquila                   |
| 25-26 juni 2010     | Canada              | Stephen Harper           | Huntsville                 |
| 26-27 mei 2011      | Frankrijk           | Nicolas Sarkozy          | Deauville                  |
| 18-19 mei 2012      | Verenigde Staten    | Barack Obama             | Thurmont                   |
| 17-18 juni 2013     | Verenigd Koninkrijk | David Cameron            | Enniskillen                |
| 4-5 juni 2014       | België              | Herman Van Rompuy        | Brussel                    |
| 7-8 juni 2015       | Duitsland           | Angela Merkel            | Krün                       |
| 26-27 mei 2016      | Japan               | Shinzō Abe               | Shima                      |
| 26-27 mei 2017      | Italië              | Paolo Gentiloni          | Taormina                   |
| 8-9 juni 2018       | Canada              | Justin Trudeau           | La Malbaie                 |
| 24-25 augustus 2019 | Frankrijk           | Emmanuel Macron          | Biarritz                   |
| 10-12 juni 2020     | Verenigde Staten    | Donald Trump             | Videoconferentie           |
| 11-13 juni 2021     | Verenigd Koninkrijk | Boris Johnson            | Carbis Bay                 |
| 26-28 juni 2022     | Duitsland           | Olaf Scholz              | Krün                       |
| 19-21 mei 2023      | Japan               | Fumio Kishida            | Hiroshima                  |
| 13-15 juni 2024     | Italië              | Giorgia Meloni           | Fasano                     |
| 15-17 juni 2025     | Canada              | Mark Carney              | Kananaskis, Alberta        |